# Bullia digitalis
Bullia digitalis (tên tiếng Anh: finger plough shell hay finger plough snail) là một loài ốc biển, là động vật thân mềm chân bụng sống ở biển thuộc họ Nassariidae.

## Hình ảnh

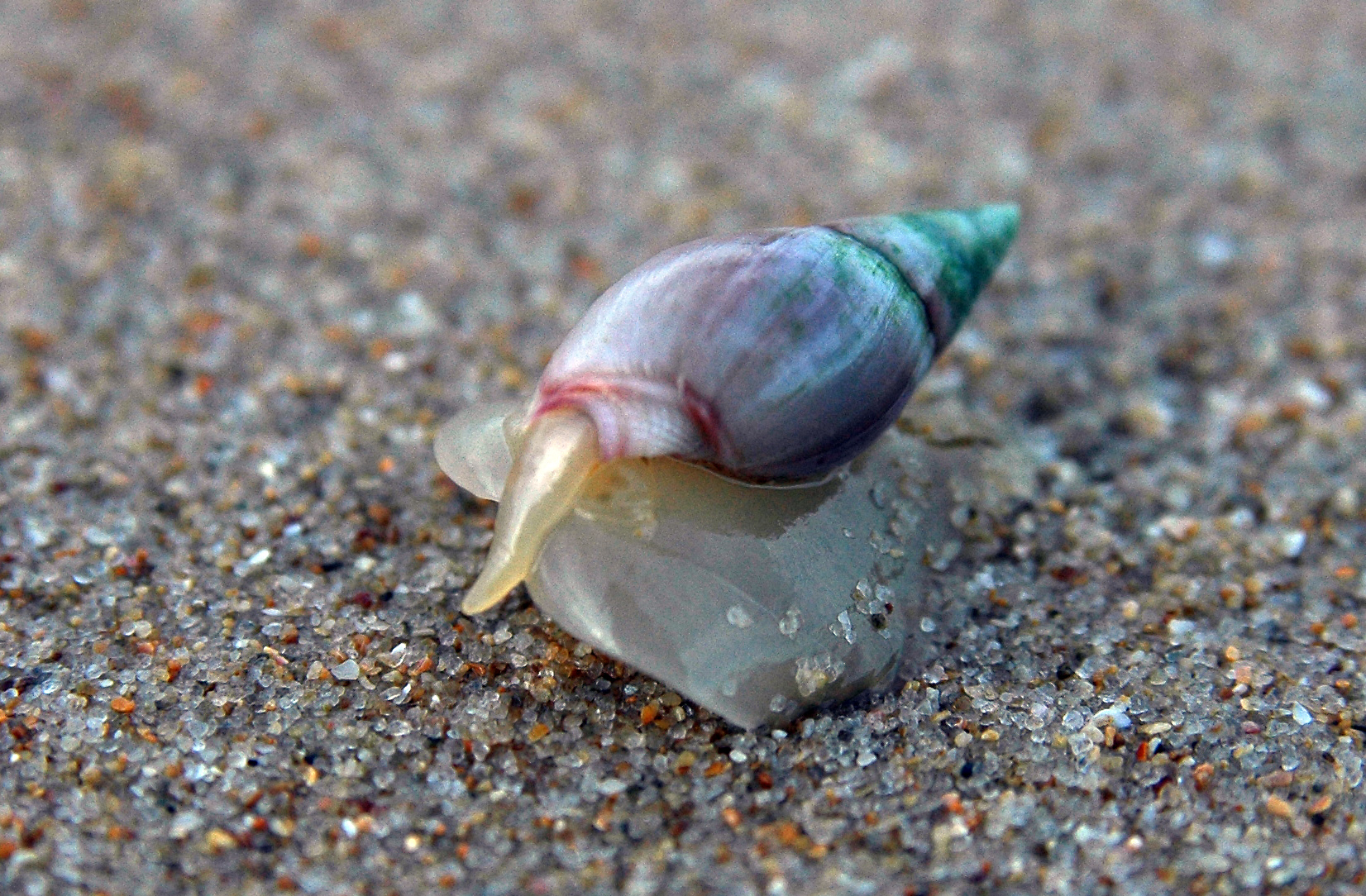
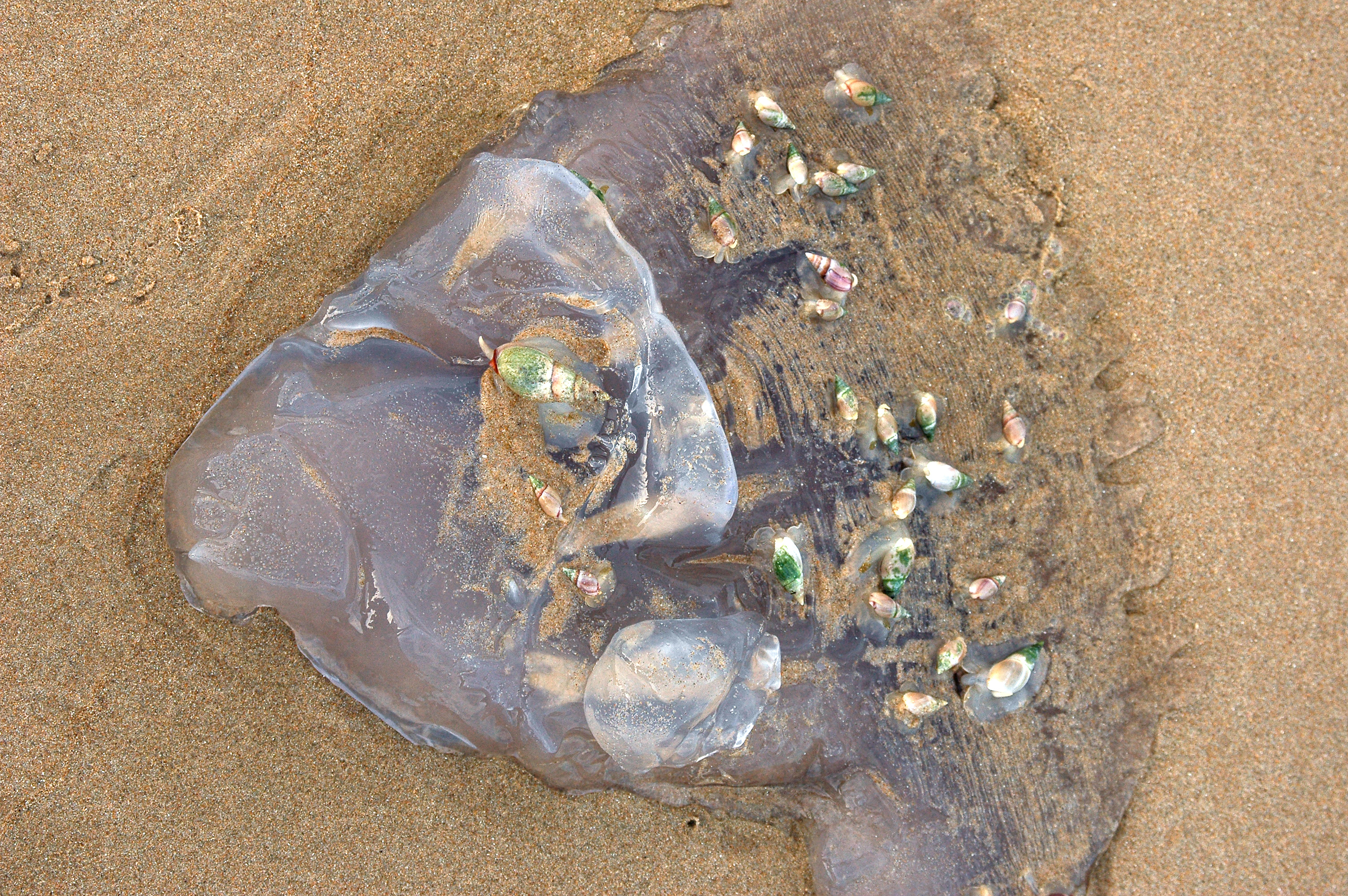
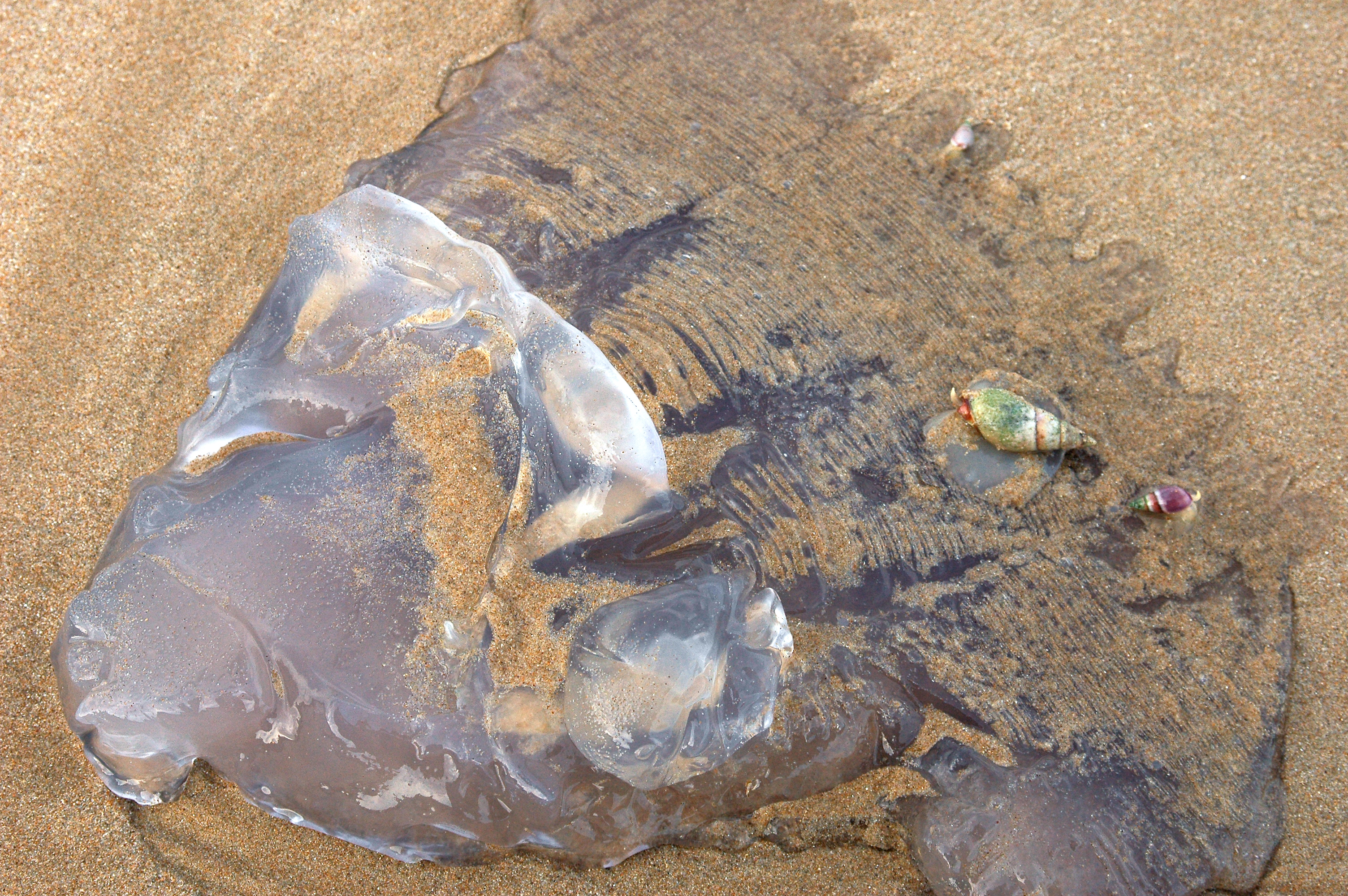
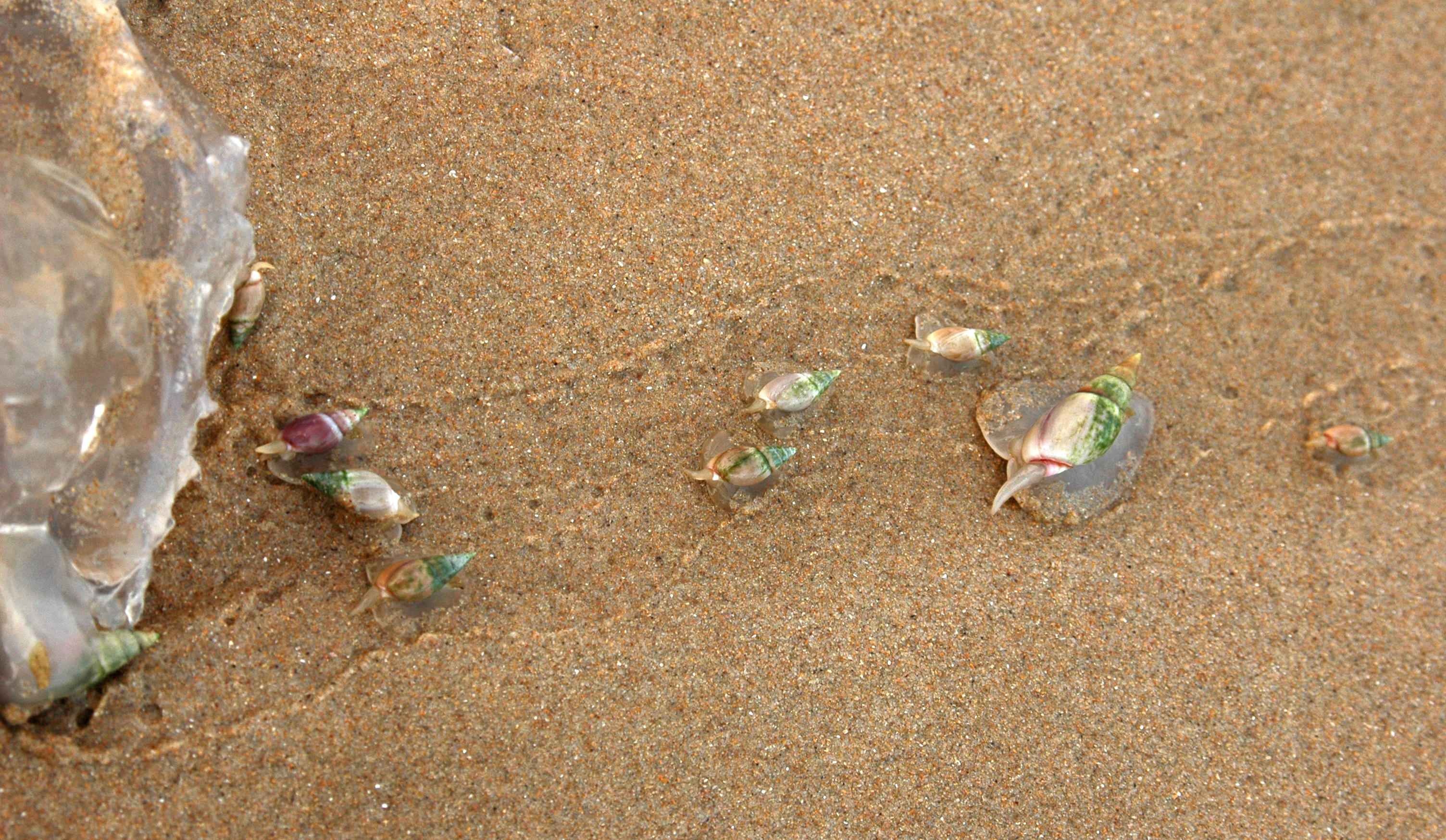